# Charles Diers
Charles Diers est un joueur de football français né à Cambrai le 6 juin 1981. Il évolue au poste de milieu de terrain. Depuis les élections municipales de mars 2020, Charles Diers est l'adjoint au sport de la ville d'Angers.

## Biographie

### Formation
Après être passé par toutes les catégories jeunes de l'ACC, il fait à 16 ans sa première saison avec les séniors en CFA2. Il fera 29 apparitions pour 9 buts inscrits.
Il intègre le centre de formation du LOSC en 1998. Il joue d'abord avec les "18 ans Nationaux" du LOSC. En 1998-1999 l'équipe, qui compte entre autres Benoît Cheyrou, José Saez ou encore Matthieu Delpierre, parvient à atteindre les demi finales de la Coupe Gambardella. Il fait ensuite 3 saisons avec l'équipe réserve du LOSC en CFA.

### Dijon FCO
En 2002, il rejoint l'équipe du Dijon FCO en National alors entraîné par Rudi Garcia. En 2004, en seizième de finale de coupe de France face au RC Lens, il marque le second but d'une victoire 2-1. Une tête de Masson est mal maîtrisée par Itandje, cette erreur est alors exploitée à bout portant par Diers . Dijon FCO échoue finalement en demi-finale contre Châteauroux 2-0. Cette même année, il connaît sa première montée en Ligue 2.
Le 6 août 2004, lors de la 1re journée de championnat contre le Stade lavallois, il joue son premier match professionnel. Il entre à la 75e minute à la place de Frédéric Laurent, trois minutes plus tard, il inscrit son premier but en Ligue 2.
Moins utilisé au cours de cette saison, il est prêté une saison à l'US Boulogne tout juste monté de CFA en National. 

### Clermont Foot
En 2006, il intègre le Clermont Foot tout juste relégué en National. Il connaît à nouveau une accession en Ligue 2 mais cette fois-ci avec le titre de champion.

### Angers SCO
Il arrive au SCO Angers en 2008. Lors de la saison 2011-2012, il marque le but à Istres qui permet d'officialiser le maintien d'Angers SCO en Ligue 2. En 2015, il monte en Ligue 1 avec le SCO après 7 saisons passées au club. Le 9 janvier 2016, il devient le joueur le plus âgé à obtenir sa première titularisation en Ligue 1 depuis 25 ans (34 ans et 7 mois). Il y inscrit son premier but le 2 avril 2016 lors d'un déplacement à l'ESTAC. Marqué à la 92e minute, celui-ci offre la victoire et garantit le maintien dans l'élite aux angevins alors qu'il condamne officiellement le club troyen à la descente. Le 12 mai 2016, il annonce la fin de sa carrière professionnelle.

## Statistiques détaillées
| Saison                | Club                  | Championnat           | Championnat | Championnat | Coupe nationale | Coupe nationale | Coupe de la Ligue | Coupe de la Ligue | Total | Total |
| Saison                | Club                  | Division              | M.          | B.          | M.              | B.              | M.                | B.                | M.    | B.    |
| 2002-2003             | Dijon FCO             | National              | 36          | 8           | 1               | 0               | -                 | -                 | 37    | 8     |
| 2003-2004             | Dijon FCO             | National              | 35          | 4           | 5               | 1               | -                 | -                 | 40    | 5     |
| 2004-2005             | Dijon FCO             | Ligue 2               | 13          | 2           | 0               | 0               | 1                 | 0                 | 14    | 2     |
| Sous-total            | Sous-total            | Sous-total            | 84          | 14          | 6               | 1               | 1                 | 0                 | 91    | 15    |
| 2005-2006             | US Boulogne (prêt)    | National              | 36          | 7           | 1               | 0               | -                 | -                 | 37    | 7     |
| Sous-total            | Sous-total            | Sous-total            | 36          | 7           | 1               | 0               | -                 | -                 | 37    | 7     |
| 2006-2007             | Clermont Foot         | National              | 37          | 14          | 3               | 1               | 2                 | 0                 | 42    | 15    |
| 2007-2008             | Clermont Foot         | Ligue 2               | 26          | 4           | 2               | 0               | 3                 | 2                 | 31    | 6     |
| Sous-total            | Sous-total            | Sous-total            | 63          | 18          | 5               | 1               | 5                 | 2                 | 73    | 21    |
| 2008-2009             | Angers SCO            | Ligue 2               | 34          | 6           | 2               | 0               | 1                 | 0                 | 37    | 6     |
| 2009-2010             | Angers SCO            | Ligue 2               | 32          | 3           | 4               | 0               | 1                 | 0                 | 37    | 3     |
| 2010-2011             | Angers SCO            | Ligue 2               | 27          | 2           | 7               | 2               | 1                 | 0                 | 35    | 4     |
| 2011-2012             | Angers SCO            | Ligue 2               | 31          | 2           | 4               | 0               | 1                 | 0                 | 36    | 2     |
| 2012-2013             | Angers SCO            | Ligue 2               | 37          | 6           | 1               | 0               | 3                 | 1                 | 41    | 7     |
| 2013-2014             | Angers SCO            | Ligue 2               | 22          | 1           | 5               | 1               | 1                 | 0                 | 28    | 2     |
| 2014-2015             | Angers SCO            | Ligue 2               | 37          | 4           | 1               | 0               | 2                 | 0                 | 40    | 4     |
| 2015-2016             | Angers SCO            | Ligue 1               | 15          | 1           | 1               | 1               | -                 | -                 | 16    | 2     |
| Sous-total            | Sous-total            | Sous-total            | 235         | 25          | 25              | 4               | 10                | 1                 | 270   | 30    |
| Total sur la carrière | Total sur la carrière | Total sur la carrière | 418         | 63          | 37              | 6               | 16                | 3                 | 471   | 72    |

## Palmarès
- Demi-finaliste de la Coupe Gambardella en 1999 avec le Lille OSC
- Finaliste du championnat des Réserves Professionnelles en 2002 avec le Lille OSC
- Demi-finaliste de la Coupe de France en 2004 avec Dijon et en 2011 et 2014 avec Angers
- Champion de National en 2007 avec Clermont
- Champion de CFA groupe A en 2002 avec Lille B

## Décoration
- Médaille de la jeunesse, des sports et de l'engagement associatif, or (2025)[7].